# Moglie e buoi...
Moglie e buoi... è un film commedia del 1956 diretto da Leonardo De Mitri.

## Trama

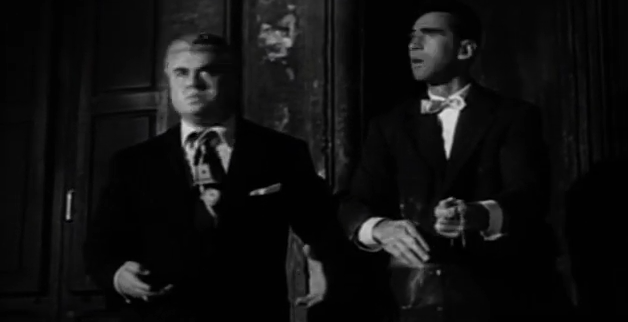
Gino Cervi e Walter Chiari in una scena del film

Giovanni (John) Cattabriga torna da uomo ricco al natio paese della Romagna che aveva lasciato da emigrante molti anni prima. È con lui il figlio Frank, nato a Boston, cittadino americano, ma che il padre vuole far sposare con una ragazza del suo paese natale.
La presenza del ricco giovane scatena subito una spietata caccia da parte delle famiglie più in vista del paese, ansiose di poter dare in moglie la propria figlia ad un così ricco partito. Ma Frank non dà segni di interesse per queste attenzioni, anzi ne è infastidito e cerca di sottrarvisi. Evaristo, un cugino di Giovanni, gli promette allora di organizzare le cose in modo da trovare moglie al giovane, ma a patto che poi Giovanni finanzi l'acquisto di un calciatore oriundo per la squadra di calcio del paese, di cui lui è il vice-presidente e che va malissimo nel campionato.
Mentre si svolgono tutte queste manovre e si susseguono i tentativi delle varie ragazze per conquistare il giovane americano, Frank incontra Luisa, una giovane che fa la commessa in un negozio di fiori, ed è attratto da lei. La giovane, però, è la nipote di Carmine, che adesso fa il gelataio, ma che è stato un gerarca  fascista del paese. Fu proprio lui a costringere Giovanni, di simpatie socialiste, a bere un bicchierone di olio di ricino e a scappare in America.
Dopo piccoli drammi, equivoci e malintesi, alla fine tutto si chiarisce. I due antichi avversari politici si rappacificano; Carmine, per pareggiare i conti con il suo vecchio avversario, berrà anche lui una dose di olio di ricino; Frank, con grande smacco di tutte le ragazze abbienti del paese, sposerà la semplice Luisa e la squadra di calcio potrà finalmente avvalersi di un giocatore oriundo, che però costerà al ricco Cattabriga ben 80 milioni.

## Produzione
Questo fu l'ultimo film diretto da Leonardo De Mitri, che morì per infarto poco prima della fine delle riprese a soli 42 anni non compiuti, senza vedere il film terminato e montato.
Gli esterni del film sono stati girati nella città di Ravenna, in piazza del Popolo, in via Diaz, e nella piazza del Mercato, oggi piazza Kennedy. Altre scene sono ambientate a Classe, frazione della città, nonché sul laghetto artificiale detto Lago delle Ghiarine e nella Valle dei Piomboni, località vicine a Ravenna. Tuttavia nel film si sostiene che il paese in cui torna il ricco emigrato si trova "a dieci km da Faenza".

## Accoglienza

### Botteghino
Mogli e buoi ha incassato 421 milioni di lire.

### Critica
(Leo Pestelli)
(Alberto Albertazzi, Intermezzo del 15 dicembre 1956)